# Henriettea ciliata
Henriettea ciliata là một loài thực vật có hoa trong họ Mua. Loài này được (Urb. & Ekman) Alain mô tả khoa học đầu tiên năm 1965.